# Gare d’Oudon
Gare d'Oudon – przystanek kolejowy w Oudon, w departamencie Loara Atlantycka, w regionie Kraj Loary, we Francji.
Jest przystankiem Société nationale des chemins de fer français (SNCF), obługiwanym przez pociągi TER Pays de la Loire kursujące między Nantes i Angers.